# Всемирная штаб-квартира Бекташи

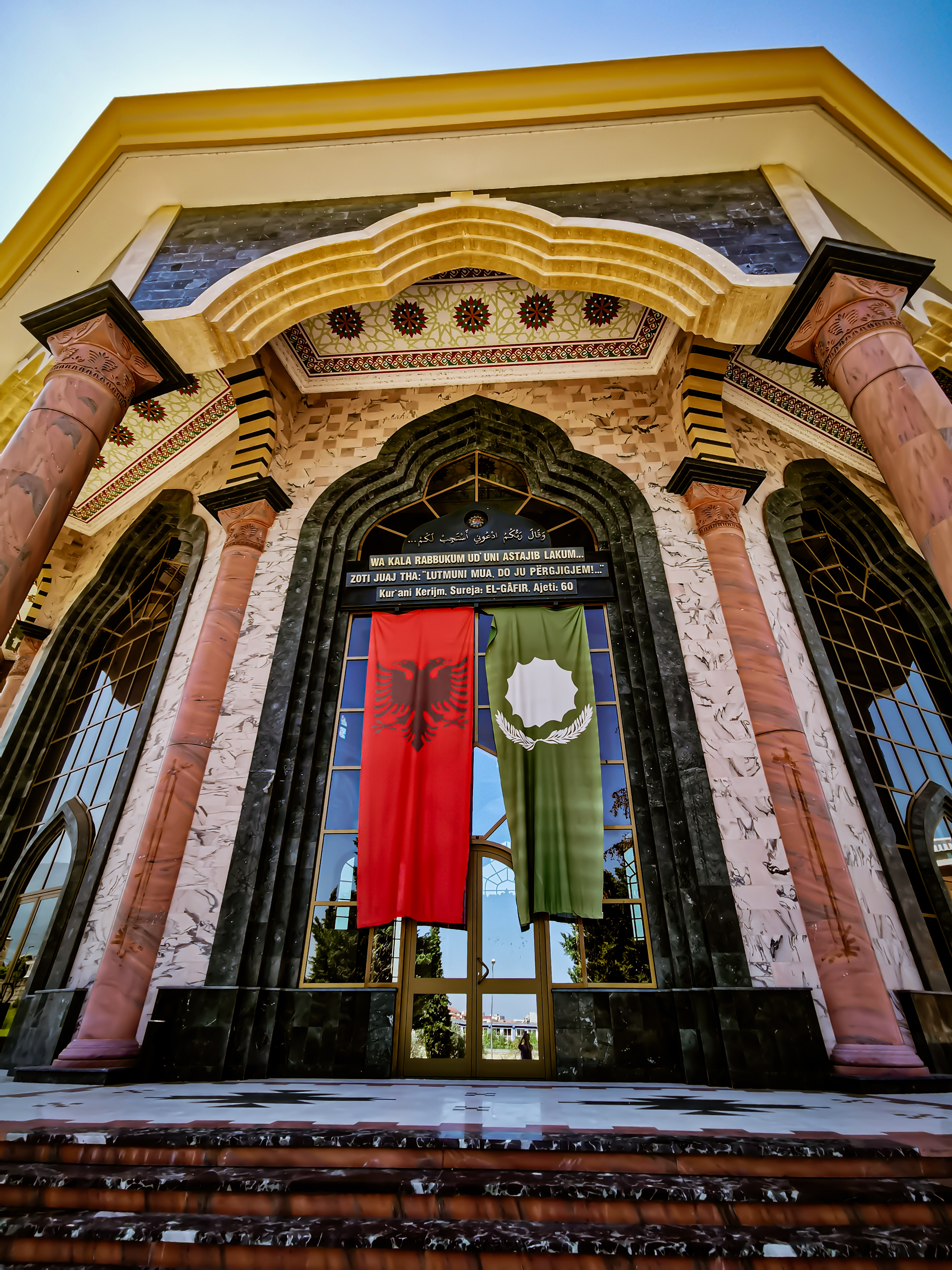
Всемирная штаб-квартира Бекташи в 2019 году

Всемирная штаб-квартира Бекташи или Всемирный центр Бекташи (алб. Kryegjyshata Botërore Bektashiane; часто просто известный на албанском как Kryegjyshata) — международная штаб-квартира суфийского ордена Бекташи. Расположена на улице Димитр Камарда на восточной окраине города Тирана, Албания. Он служит центром Албанского ордена бекташи. Предлагается образовать территорию Суверенного государства Ордена Бекташи.
В штаб-квартире также есть музей, библиотека и архивы.
21 сентября 2024 года стало известно, что премьер-министр Албании Эди Рама планирует создать на территории штаб-квартиры Суверенное государство ордена Бекташи, суверенное карликовое государство Ордена.

## История
До секуляризации Турции в 1925 году мавзолей Хаджи Бекташ-и Вели в Хаджибекташе, Турция, где жил Хаджи Бекташ, служил международной штаб-квартирой ордена Бекташи. Введённый Ататюрком в 1925 году запрет на все ордена дервишей привёл к исходу бекташей в Албанию в 1925 году, мавзолей прекратил использоваться для религиозных целей. В результате в 1930 году центр бекташей был перенесён во Всемирную штаб-квартиру в Тиране, Албания.